# Fadorobahili
Fadorobahili is een bestuurslaag in het regentschap Nias Barat van de provincie Noord-Sumatra, Indonesië. Fadorobahili telt 403 inwoners (volkstelling 2010).